# Azamara Quest
L’Azamara Quest est un navire de croisière de classe R appartenant depuis 2007 à l'opérateur Celebrity Cruises. Il est construit par le chantier français de Saint-Nazaire Chantiers de l'Atlantique en 2000.
Il a l’Azamara Journey comme sister-ship.

## Histoire
Il est construit pour la société Renaissance Cruises sous le nom de R-Seven en 2000. Après la faillite de l'opérateur, il est racheté en 2003 par Delphin Seereisen qui l'exploite sous le nom de Delphin Renaissance jusqu'en 2006. Il est revendu en 2006 à l'espagnol Pullmantur Cruises qui l'exploite sous le nom de Blue Moon jusqu'en 2007.